# S/y Politechnika
s/y Politechnika - jacht typu Opal IV (Conrad 45), zbudowany w 1978 roku w Stoczni Jachtowej im. Józefa Conrada Korzeniowskiego w Gdańsku.

## Historia i rejsy
Pierwszym właścicielem jachtu była Politechnika Warszawska, a armatorem Studencki Klub Żeglarski Politechniki Warszawskiej. Łódka służyła studentom do 2016 roku, od tamtego czasu stoi nieużywana w hangarze. Od października 2024 roku jacht należy do Fundacji Klasyczne Jachty, która podjęła się przywrócenia go do życia.
- 1994 – Wyróżnienie Nagrody Rejs Roku za przejście Pentland Firth
- 1995 – II Nagroda Rejs Roku za rejs na Spitsbergen
- 1996 – II Nagroda Rejs Roku za rejs dookoła Islandii
- 2001 – Wyróżnienie Nagrody Rejs Roku za rejs na wyspę Jan Mayen
- 2002 – II Nagroda Rejsu Roku za rejs na Grenlandię
- 2004 – I Nagroda Rejs Roku, Srebrny Sekstant Ministra Infrastruktury, Nagroda Grotmaszta Bractwa Kaphornowców 2004 oraz wyróżnienie Kolosów za rejs na Ziemię Franciszka Józefa z okrążeniem Spitsbergenu (kpt. Przemysław Mączkowski)
- 2005 – Rejs dookoła Islandii
- 2006 – Rejs na Maderę i do Maroka oraz udział w 50. Tall Ships' Races
- 2008 – Rejs na Nordkapp
- 2010 – Rejs na południe: Malaga, Maroko
- 2016 – Zwycięstwo w regatach Tall Ships' Races 2016 w klasie D[3] (kpt. Michał Uziak)